# Na Serwitucie
Na Serwitucie – część wsi Sarnówek Duży w Polsce, położona w województwie świętokrzyskim, w powiecie ostrowieckim, w gminie Bodzechów.
W latach 1975–1998 Na Serwitucie administracyjnie należało do województwa kieleckiego.
Wierni Kościoła rzymskokatolickiego należą do parafii św. Antoniego w Sarnówku.